# أودوين ملك اللومبارد
ألدوين أو أودوين ملك اللومبارد بين 546 - 560.